# Вся плоть — трава
«Вся плоть — трава» (англ. All Flesh is Grass, название также переводилось как «Всё живое…», «Всякая плоть — трава», «Всё живое — трава») — научно-фантастический роман Клиффорда Саймака. Одно из наиболее популярных произведений автора. Данный роман был впервые опубликован на русском языке в 1968 году, а в 1988 году вошёл в сборник «Клиффорд Саймак. Избранное», изданный тиражом 290 000 экз. Роман переиздавался на русском языке более 20 раз.

## Сюжет
Главный герой романа — Бредшоу Картер, разорившийся страховой агент, который живёт в городке под названием Милвилл. Город стал центром внимания всего мира, когда оказался окружён невидимым барьером, путь через который был преграждён лишь людям. Виной всему оказались разумные лиловые цветы. Именно отец Бредшоу когда-то нашёл эти цветы и рассадил их по Милвиллу. Но, оказалось, что эти цветы были пришельцами из другого мира, который находится на Земле, но при этом отдалён от неё во времени долей секунды. Картер попадает в этот мир, населённый цветами. Он также узнаёт, что цветы могут принимать вид любого земного растения. По ходу сюжета доходит до того, что на Милвилл собираются сбросить водородную бомбу. Бредшоу Картер находит нетривиальный выход из создавшейся ситуации, в чём ему помогает местный пьяница Шкалик Грант.

## Перевод на русский язык
Этот роман Саймака никогда не публиковался по-русски под оригинальным названием (в подлиннике «All Flesh is Grass»), поскольку оно представляет собой цитату из Библии (Книга пророка Исаии, 40:6, также цитируется в 1-м послании Петра, 1:24). В советское время Норе Галь название пришлось заменить на «Всё живое…»; в постсоветский период, уже без Норы Галь и без ведома наследников, два издательства попытались в меру собственного разумения откорректировать название, но оба раза — не вполне точно: «Всё живое — трава» (Саймак К. СС: В 4 т. — Минск: Эридан, 1992. — Т. 2, С. 161—398) и «Вся плоть — трава» (Миры Клиффорда Саймака. — Рига: Полярис, 1993. — Кн. 3).

## Интересные факты
Милвилл — это название реально существующего города в штате Висконсин, в котором родился и вырос Клиффорд Саймак.[значимость факта?]

## Экранизация
По мотивам романа в 1993 году был снят российский фильм «Аномалия» с Юозасом Будрайтисом и Александром Филиппенко в главных ролях.